# Мавзолей Ходжі Саліха
42°18′08″ пн. ш. 69°44′49″ сх. д. / 42.30222° пн. ш. 69.74694° сх. д.
Мавзолей Ходжі Саліха (Ходжі Таліга, каз. Қожа Салық кесенесі) — архітектурна пам'ятка XIX століття в Шимкенті, розташована в центрі Сайрама.

## Історія
За місцевими переказами пророк Хизр був уродженцем Сайрама, Ходжа Саліх був його батьком. Тому, згідно з місцевим повір'ям, пророк Хизр щоп'ятниці в сутінках з'являється в місті, щоб вклонитися могилам отця Ходжі Саліха та матері Бібігіяс-ана.
1963 року на замовлення Чимкентського обласного музею було виконано архітектурні обміри пам'ятки (керівник Т. Поднєбєсна). У 1982 мавзолей був включений до списку пам'яток історії та культури Казахської РСР республіканського значення і взятий під охорону держави. У 1981—1983 роках був обстежений під час паспортизації пам'ятки експедицією інституту «Казпроектрестраврація» Міністерства культури КазРСР). У 1990-х роках була проведена часткова реставрація збереженого об'єму будівлі.
2004 року археологічною експедицією ПКДУ ім. М. О. Ауезова (керівник Б. А. Байтанаєв) було закладено розкоп в охоронній зоні мавзолею, за 2 м від його східного фасаду. Матеріали розкопу дозволили судити, що, можливо, спочатку мавзолей було закладено в період караханідів у XIV—XVII століттях, а сучасна будівля — у XIX столітті.

## Опис
Пам'ятка відноситься до типу однокамерного центричного мавзолею. У плані мавзолей наближається до квадрата (64×62 м). Приміщення квадратне за розмірами 3,37×3,39 м.
Спочатку мавзолей було перекрито подвійним куполом — внутрішнім пологим і зовнішнім сфероконічним, на вершині якого було встановлено невеликий мінарет. У 1928 році частину будівлі, що її вінчала, розібрали. Зберігся лише внутрішній купол, сфероїдного обрису низького підйому. У південно-східному кутку облаштовані гвинтові сходи, що ведуть на покрівлю.
Мавзолей орієнтований чотирма майже однаковими фасадами зі стрілчастими арками за сторонами світу. У західному фасаді зроблений прямокутний дверний отвір. В інших арках встановлені низько поставлені віконні отвори, по висоті рівні входу, з дерев'яними ґратами (панджари). Арки в західному та південному фасадах укладені в П-подібні рами та архітектурно розроблені на відміну від двох інших, що не мають жодного декору. По вершині фасадів йшла втрачена до теперішнього часу дандана (цегляний візерунок) у вигляді ряду поставлених на ребро цеглин. На південному фасаді збереглися залишки живопису у вигляді ваз із квітами.